# Friedrich Magnus von Bassewitz

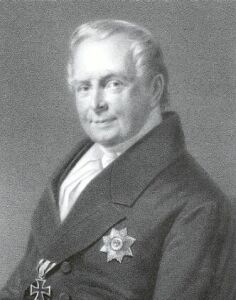
Friedrich Magnus von Bassewitz

Friedrich Magnus von Bassewitz (* 17. Januar 1773 in Schönhof bei Grevesmühlen (Mecklenburg); † 14. Januar 1858 in Berlin) war von 1810 bis 1842 Regierungspräsident in Potsdam und von 1825 bis 1840 zugleich Oberpräsident der Provinz Brandenburg. Anonym verfasste er einige grundlegende Quellenwerke über die Kurmark Brandenburg.

## Herkunft
Friedrich Magnus von Bassewitz wurde als ältester Sohn von Oberstleutnant Ulrich Carl Adolph von Bassewitz und der Sophie Elisabeth Henriette von Barner auf Gut Schönhof geboren. Er hatte noch acht Brüder und sechs Schwestern.

## Leben
Er verließ das Elternhaus früh, um eine städtische Schule besuchen zu können. 1791 legte er das Abitur ab.

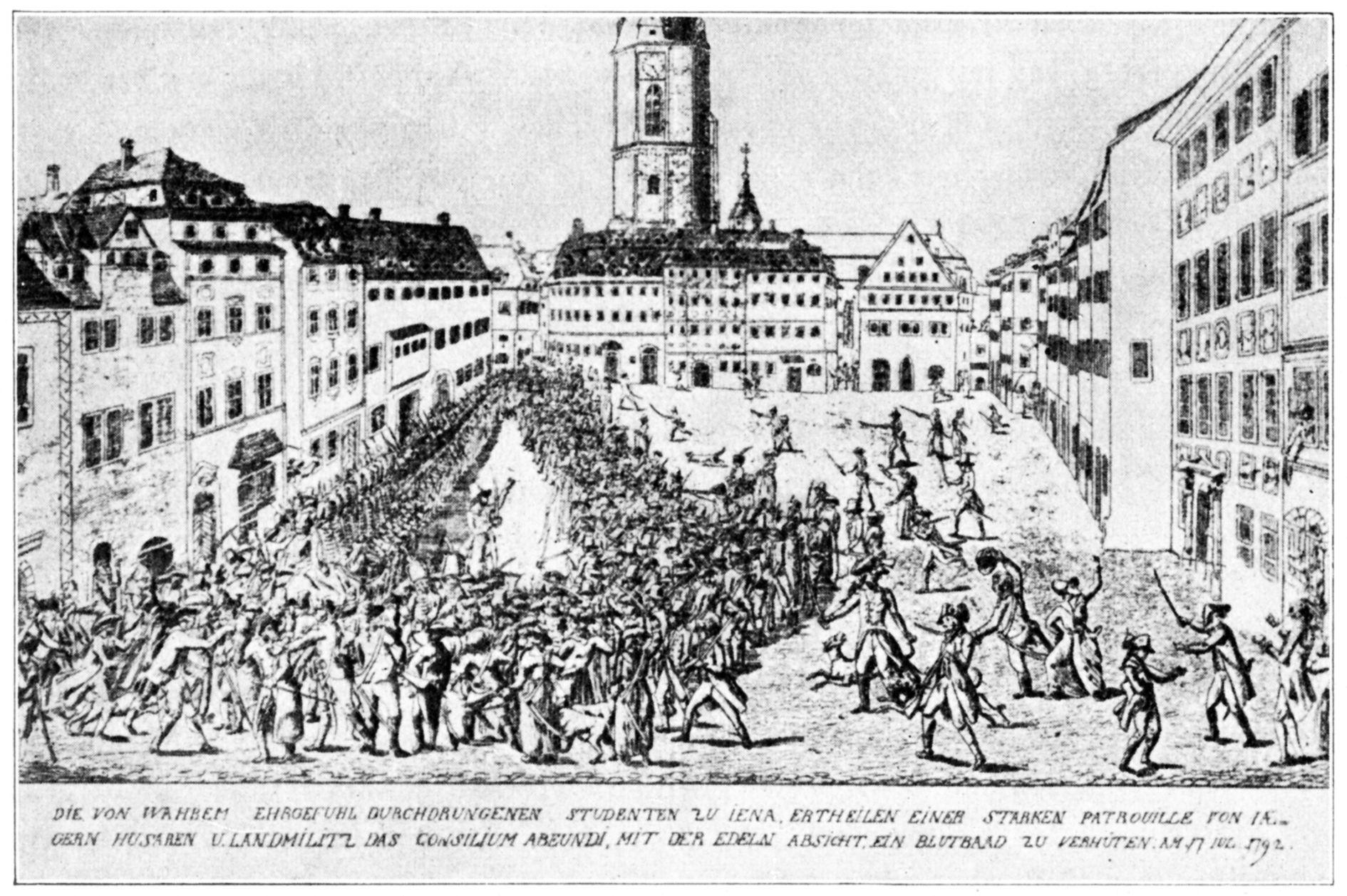
Tumulte zwischen Studenten und Soldaten im Zuge der Schokoladisten-Unruhen (Stich von 1792). Bildunterschrift: „Die vom wahren Ehrgefühl durchdrungenen Studenten in Jena ertheilen einer starken Patrouille von Jägern, Husaren und Landmiliz das Consilium Abeundi mit der edlen Absicht, ein Blutbad zu verhindern. Am 17. Juli 1792.“

Friedrich Magnus von Bassewitz studierte in Halle, Rostock und Jena Rechts- und Cameraliawissenschaften (Verwaltung), zusammen mit seinem jüngeren Bruder Adolph Joachim von Bassewitz. Er nahm 1792 in Jena an dem von der Landsmannschaft der Kurländer angeführten Auszug nach Nohra als Senior der Mecklenburgischen Landsmannschaft teil, der durch die Schokoladistenunruhen ausgelöst wurde. Die Mecklenburger marschierten mit ihrer blutroten Traditionsfahne zunächst im Mittelteil des Zuges der Jenaer Studentenschaft, gruppierten dann aber unter Führung ihres Seniors von Bassewitz an den Schluss des Zuges um, um so den furchtsameren Teil der Studentenschaft „sogar mit Gewalt“ von der Flucht abzuhalten. 1793 wurde sein Bruder Adolph Senior der Mecklenburger in Jena. Beide Brüder bewirteten den von Jena nach Kiel berufenen äußerst beliebten Philosophen Carl Leonhard Reinhold im Auftrage der Jenaer Studentenschaft Ostern 1794 auf dem Weg nach Kiel auf seiner Station in Lübeck und „berichtigten dessen Kosten für Bewirtung und Übernachtung“, so wie das von anderen Jenaer Studenten entlang der gesamten Reiseroute Reinholds an jeder Reisestation gehandhabt wurde. Danach wurde Bassewitz 1795 Referendarius im Manufaktur- und Commerzkollegium bei der kurmärkisch-brandenburgischen Kammer und begann damit seinen Werdegang im preußischen Verwaltungsdienst.
Nach Ende seiner politischen Laufbahn lebte Bassewitz ab 1842 in Berlin. Er schrieb dort mehrere umfangreiche Bände über die Mark Brandenburg zur Franzosenzeit. 1847 erschien sein Werk Die Kurmark Brandenburg (1968 Nachdruck in der Verlagsbuchhandlung Georg Olms in Hildesheim).
Friedrich Magnus von Bassewitz wurde in Potsdam auf dem Alten Friedhof in der Saarmunder Straße (heute Heinrich-Mann-Allee) bestattet.

## Politische Karriere
Nach dem Studium fand er eine Anstellung beim Manufaktur- und beim Kommerz-Kollegium. 1800 berief man ihn zum Kriegs- und Domänenrat der Kurmärkischen Armendirektion. Zum Chefpräsidenten des Regierungskollegiums in Potsdam wurde er im Jahre 1810 ausersehen und in den folgenden Jahren mit zahlreichen Ehrungen bedacht. 1824 ernannte ihn der König zum Oberpräsidenten der Provinz Brandenburg. Als solchen rühmt ihn Otto von Bismarck in seinen Gedanken und Erinnerungen, S. 15, der bei ihm eine Zeit seiner Ausbildung als Referendar verbrachte. Als Oberpräsident präsidierte er qua Amt auch im Königlichen Konsistorium Brandenburg zu Berlin.
Bassewitz war ein Verfechter der Stein-Hardenbergischen Reformen, die gegen den Widerstand der preußischen Edelleute die bürgerliche Umwälzung in Preußen beflügelten und die Voraussetzungen für die nationale Unabhängigkeit schufen. Dem aufklärerischen Geist dieser Reformen fühlte sich auch von Bassewitz verpflichtet.
Über Bassewitz schrieb später Heinrich von Treitschke: „Unter dem Oberpräsidenten v. Heydebreck wirkte einer der fähigsten Beamten, der Potsdamer Regierungspräsident von Bassewitz‚ ein Mann von erstaunlichem praktischen Wissen, der jede Flurkarte der Kurmark im Kopfe trug, über jeden Thaler der Kriegskontributionen Bescheid wusste und eine ganze Schule tüchtiger Verwaltungsbeamten heranzog, so dass die Potsdamer Regierung ihren einst unter Sacks Führung erworbenen guten Ruf behauptete. Bassewitz hielt die Grundsätze der neuen Gesetzgebung unverbrüchlich fest, verstand jedoch mit Jedermann so schonend und freundlich umzugehen, daß selbst die feudalen Edelleute dem Reformer nicht ernstlich gram wurden!“
In Potsdam begleitete Friedrich Magnus von Bassewitz die Pläne Friedrich Wilhelms III. (1770–1840; König ab 1797), die königlichen Parks und angrenzenden Feldmarken durch Anpflanzungen zu verschönern. Als zwischen 1840 und 1844 der Ausbau der Chaussee von Potsdam nach Nauen stattfand, legte von Bassewitz nahe der heutigen Nedlitzer Nordbrücke eine Eichenpflanzung an.
Um 1840 ließ von Bassewitz Alleen aus Eichen und Buchen an den Ausfallstraßen von Potsdam anpflanzen, die heute noch zu sehen sind (z. B. an der Straße Am Wiesenrand). Bei einer Besichtigung spottete Friedrich Wilhelm III. in seiner originellen Sprechweise „Nie gehört haben, dass Alleen mit Eichen bepflanzen“, aber der Kronprinz Friedrich Wilhelm IV. (1795–1861, Thronbesteigung 1840) widersprach: „Lassen Sie sich nicht irre machen, und pflanzen Sie nur immer fort.“
König Friedrich Wilhelm IV. bestätigte ihn am 7. Juni 1840 in allen Ämtern. Aus gesundheitlichen Gründen bat Bassewitz 1842 nach 47 Jahren Staatsdienst um seine Entlassung, welche ihm gewährt wurde.

## Ehrungen
1835 wurde Friedrich Magnus von Bassewitz zum Ehrenbürger von Potsdam ernannt. Als er 1842 aus gesundheitlichen Gründen seine Ämter zurücklegte, wurde ihm am 31. März 1842 auch der Ehrenbürgerbrief der Stadt Berlin überreicht.
Friedrich Wilhelm IV. ließ 1857 als Zeichen seiner Dankbarkeit und in Würdigung der Verdienste des Friedrich Magnus von Bassewitz eine steinerne Bank und eine Stele mit Büste aufstellen. Die Stele steht seit 1986 unter Denkmalschutz, wurde 1998 restauriert und ist heute noch auf dem Bassewitz-Platz in Potsdamer Stadtteil Neu Fahrland zu besichtigen, allerdings nicht mehr mit der metallenen Büste, die der Zerstörung anheimfiel. Sie wurde durch eine steinerne Eichel ersetzt.
Am 16. Mai 1938 wurde nach Friedrich Magnus von Bassewitz in Berlin die Bassewitzstraße benannt, sie wurde aber am 31. Juli 1947 wieder in Laskerstraße umbenannt. Nach ihm wurde auch die Bassewitzstraße in Potsdam benannt.

## Familie
Bassewitz heiratete im Jahre 1801 Adelheid von Gerlach (1784–1865), Tochter des Kösliner Hofgerichtspräsidenten Ludwig Wilhelm August von Gerlach. Das Paar hatte mehrere Kinder:
- Sophie Henriette Ernestine (1802–1867), Stiftsdame in Kloster Dobbertin
- Friedrich Wilhelm Karl Adolf (1803–1876), Landrat ⚭ 1832 Anna Hedwig von Krosigk (1812–1847)
- Adelheid (1807–1862) ⚭ 1823 Adolf von Massenbach (1794–1849), Sohn von Karl von Massenbach
- Marie (1808–1878), Stiftsdame in Ribnitz
- Auguste Dorothea (1810–1897) ⚭ 1830 Gustav von Kessel (1797–1857), preußischer Generalmajor
- Mathilde (1813–1847) ⚭ Gustav von Keller (1805–1897)
- Elisabeth Amalie (1818–1890) ⚭ 1840 Karl Johann Phänomen von Alvensleben (1807–1877), preußischer Generalmajor

## Werke
- Die Kurmark Brandenburg, ihr Zustand und ihre Verwaltung unmittelbar vor Ausbruch des franz. Krieges im Okt. 1806 bis zu Ende des Jahres 1808. Von einem ehemaligen höhern Staatsbeamten, F. A. Brockhaus, Leipzig 1847.
- Die Kurmark Brandenburg im Zusammenhange mit den Schicksalen des Gesammtstaats Preußen während der Jahre 1809 und 1810 – Aus dem Nachlasse des Wirklichen Geheimraths Magnus Friedrich von Bassewitz – Nebst einer Biographie mit dem Porträt des Verfassers sowie einem Register aller in diesem und in den früheren beiden Werken vorkommenden Personennamen. Hrsg.: Karl v. Reinhard. Brockhaus, Leipzig 1860; archive.org.